# جلد قرطبي

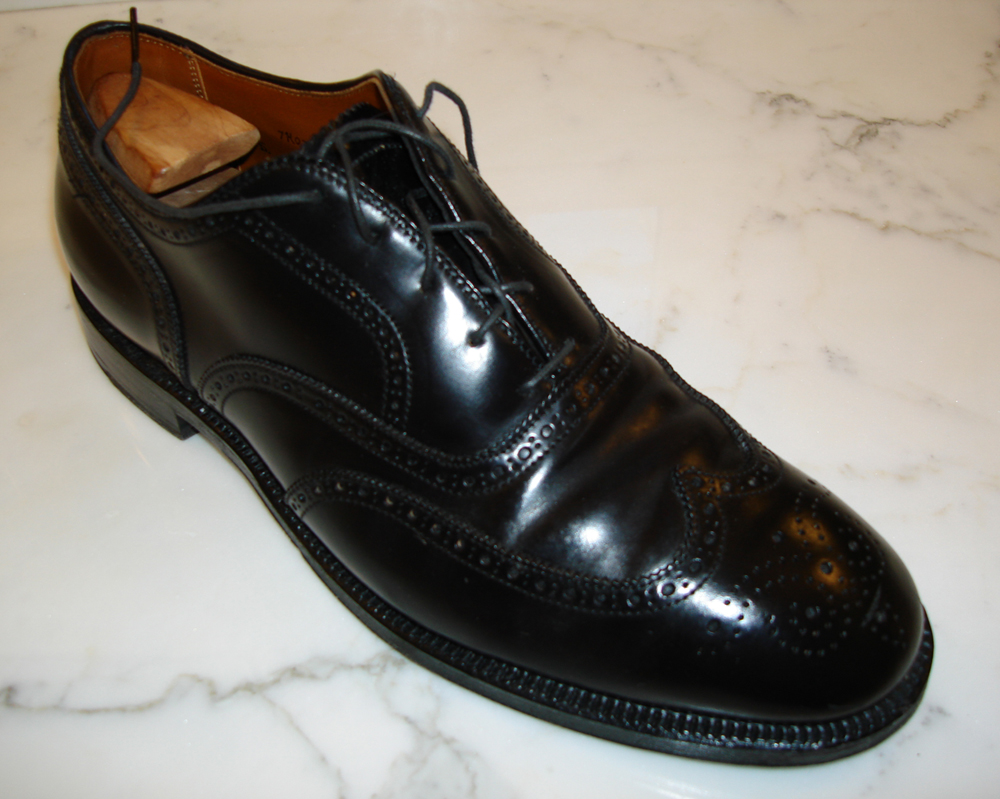
بروغ أُكسفورديّ ذو جلد قرطبيّ.

الجِلْد القُرطُبِيّ (بالإنجليزية: Shell cordovan)‏ هو نوع من الجلد يُستخدَم عادةً في صناعة الأحذية ذات الجودة العالية، وهو جلد حصان مصنوع من العضلات المسطحة الليفية (أو الجلد) تحت إهاب ردف الحصان. استمدّ الجلد اسمه من مدينة قرطبة في إسبانيا، حيثُ استخدم لأوّل مرَّة من قِبَل القوط الغربيّين في القرن السّابع الميلاديّ، ولاحقًا استخدمه المسلمون. هذا النّوع من الجلد مُكلف وصعب التصنيع، ففي أواخر القرن التاسع عشر وبداية القرن العشرين كان -غالبًا- يُستَخدم لشحذ موس الحلِاقة -في صالون الحِلاقة- لجعله حادًّا. في الوقت الحالي، شاع استخدامه للأحذية، المحافِظ، شريط السّاعات نظرًا لجودته العالية ومتانته الاستثنائيّة وميّزة عدم التجعُّد الفريدة.

## الإنتاج
بعد نزعه من الحصان، يُقاس الإهاب من قاعدة الذيل وصولًا حتّى 18 إنشًا (45.72 سم) على العمود الفقري. يُقصّ الإهاب بزاوايا مُتعامدة مع العمود الفقريّ وتسمّى القِطع الناتجة «الجبهة» (front) أو «العُقْب» (butt). يُطبَّق الاسم جلد قرطبيّ على كُلٍّ من الجبهة والعقب، لكن يُستَخدم خصِّيصًا للربط مع المُصطلح كَلُوش؛ الّذي يعني الرُّقعات أو جبهات الجزمة المقصوص من جلد العقب (المؤخِّرة).
بعد أن يُصبَغ الجلد، يُستَخدم في صناعة القفازات أو يُصبغ بالأسود بُغية استخدامه ووضعه في مُقدّمة الأحذية. وأيضًا يُمَرَّر العقب إلى آلة تمزيق تُزيل الحبوب أو الشعر مُبقيةً «الجلد». تؤدّي الألياف القريبة للجلد إلى مرونةٍ جيّدة، ويستخدم -تقريبًا- حصريًّا لصناعة الأحذية وإسار الساعات، وأيضًا تستخدم لصناعة لصاقة حماية الأصابع للرّماية الترفيهيّة حيثُ قُيِّمَت لجودة متانتها وصمودها والحماية الّتي تقدّمها.
يتوفَّر الجلد القرطبيّ بألوانٍ محدودة للغاية وذلك بسبب صعوبة تطبيق الصِباغ. وبالنسبة للجلد المُستَخدَم في شركة ألدن للأحذية (بالإنجليزية: Alden Shoe Company)‏، فإنَّ عمليَّة الصِباغة تستلزم ستّة أشهر لتكتمل.

## روابط خارجيّة
- صناعة جلد القرطبيّ.